# Jay Cardell
Jayson McCardell (* in Angeles City, Philippinen) ist ein US-amerikanischer Schauspieler.

## Leben
Cardell wurde in Angeles City auf der philippinischen Insel Luzon geboren. Gemeinsam mit seiner Mutter lebte er dort für einige Monate, dann zogen die beiden allerdings nach San Diego um. Sein Vater gehörte der United States Navy an, sodass die Familie oft umziehen musste. Während seiner Kindheit und Jugendzeit galt er als vielversprechender Basketballspieler und erhielt ein Angebot, in Italien zu spielen, entschied sich allerdings für ein Studium. Erste Berührungspunkte mit dem Schauspiel hatte er bereits während seiner Grundschulzeit, da er im Schultheater mitspielte. Er blieb dem Schultheater auch während seiner High-School-Zeit treu. Anschließend diente Cardell insgesamt vier Jahre bei den Marines, um sich sein Studium finanzieren zu können. Er studierte von 2000 bis 2004 Psychologie als Hauptfach und Soziologie sowie Schauspiel als Nebenfach an der Winston Salem State University. Von 2009 bis 2011 machte er seinen Master-Abschluss in Business Administration und Management an der University of Phoenix.
Unter seinem vollständigen Namen Jayson McCardell begann er ab 2011 mit dem Filmschauspiel. Er debütierte in dem Kurzfilm Brother’s Keeper: A Story of Ultimate Love, Faith and Forgiveness. 2012 hatte er Nebenrollen in den Spielfilmen Because You’re Too Nice, American Warships und From Faith to Freedom sowie in den Kurzfilmen Leaving the Game und All That Matters in der Rolle des Rashad. Letzterer Kurzfilm wurde unter anderen am 27. Juli 2013 auf dem National Black Theatre Festival Short Film Fest gezeigt. Größere Rollen übernahm er in den The-Asylum-Filmproduktionen Apocalypse Earth aus dem Jahr 2013 in der Rolle des Sgt. Peebles und 2017 in Geo-Disaster – Du kannst nicht entfliehen! in der Rolle des Rodney Jackson. 2021 wirkte er in einer Episode der Fernsehserie Dopesick mit.

## Filmografie (Auswahl)
- 2011: Brother’s Keeper: A Story of Ultimate Love, Faith and Forgiveness (Kurzfilm)
- 2012: Because You’re Too Nice
- 2012: American Warships
- 2012: Leaving the Game (Kurzfilm)
- 2012: All That Matters (Kurzfilm)
- 2012: From Faith to Freedom
- 2013: Find a Way
- 2013: Apocalypse Earth (AE: Apocalypse Earth)
- 2013: Just Tom
- 2014: Subconscious Whispers (Kurzfilm)
- 2015: Athena: The Goddess of War
- 2015: One and Two
- 2015: Mr. Lockjaw (Fernsehfilm)
- 2015: Love N Success
- 2016: Fatal Attraction (Fernsehdokuserie, Episode 4x06)
- 2017: Geo-Disaster – Du kannst nicht entfliehen! (Geo-Disaster)
- 2020: The Bridge: Full Circle
- 2020: Sacred Hearts
- 2021: The Haves and the Have Nots (Fernsehserie, Episode 8x10)
- 2021: A Brother’s Turmoil
- 2021: Dopesick (Fernsehserie, Episode 1x01)